# Лариса Латињина
Лариса Семјоновна Латињина (рус. Лариса Семёновна Латынина; Херсон, 27. децембар 1934) је бивша совјетска (украјинска) гимнастичарка и друга на листи спортиста са највише медаља на Олимпијским играма - укупно 18, и то 9 златних, 5 сребрних и 4 бронзане; на Олимпијским играма у Мелбурну 1956, Риму 1960. и Токију 1964. На четири Светска првенства (1954, ‘58, ’62. и ’66) Латињина је такође забележила импозантан биланс - освојила је 9 златних, 4 сребрне и 1 бронзану медаљу, док је са три Европска првенства (1957, ’61. и ’65.) донела 7 златних, 6 сребрних и 1 бронзану медаљу.
Тренер јој је био Александар Мишаков, који је био и тренер још једног славног совјетског гимнастичара, Олимпијског победника, Бориса Шаклина.

## Биографија
Рођена је као Лариса Дири 27. децембра 1934. у граду Херсон, у Украјини, у тадашњем Совјетском Савезу. Прво се почела бавити балетом, али кад се њен кореограф одселио, прешла је на гимнастику. С 19 година се први пут представила свету, 1954. године на Светском првенству у гимнастици, када је почео њен велики низ, суделујући у освајању злата у екипном вишебоју. Удала се 1955.
Свој олимпијски поход почела је на Олимпијским играма у Мелбурну, 1956. године, када је у борби са Мађарицом Агнес Келети постала најуспешнија гимнастичарка Игара. Латињина је победила Келети у вишебоју и предводила совјетске гимнастичарке до победе у екипном вишебоју. Освојила је и злато у вежби на тлу (дели га с Келети), злато у прескоку, сребрну медаљу у двовисинском разбоју и екипну бронзану медаљу (деле је с Пољском) у, касније укинутој дисциплини, преносним справама. Келети је такође освојила шест медаља: четири златне и две сребрне.
Велики успех Латињина је постигла на Светском првенству, 1958. године, где је освојила 5 од 6 наслова, дакле готово све титуле, осим сребра на тлу. Оно што је остало у аналима јесте чињеница да је то постигла – трудна. Она је поново била главни фаворит гимнастичких такмичења на Олимпијским играма у Риму, 1960. године, где је опет победила у вишебоју (совјетске гимнастичарке освојиле су прва четири места), освојила злато у екипном вишебоју, бранила и злато у вежби на тлу, освојила и две сребрне медаље, у вежбама на греди и двовисинском разбоју, те је закључила збирку бронзаном медаљом у прескоку.
На Светском првенству 1962. године освојила је три златне, две сребрне и једну бронзану медаљу.
На Олимпијским играма у Токију, 1964. године Латињина је поражена у вишебоју од нове звезде светске гимнастике – чехословакиње Вере Чаславске, али је освојила златне медаље у екипном вишебоју и у вежби на тлу, обе златне медаље као треће у низу (на трима ОИ). Освојила је сребро у прескоку, као и две бронзане медаље, на греди и двовисинском разбоју, чиме је завршила своју блиставу олимпијску каријеру. На тим ОИ имала је већ 30 година, а то су године у којима су данашње гимнастичарке одавно престале са такмичењима.
Након Светског првенства 1966. године, где је освојила сребрну медаљу у екипном вишебоју, Латињина се повукла и почела радити као гимнастички тренер.
Уврштена је у Међународну кућу славних жена спортиста (International Women's Sports Hall of Fame) 1985, а у Међународну гимнастичку кућу славних (International Gymnastics Hall of Fame) тек 1998. године.
Данас живи у Јапану.

## Породица
Лариса је рођена од мајке Пелагеје Анисимовне Барабамјук (1902–1975) и оца Семјона Андрејевич Дирија (1906–1943), који је погинуо у Стаљинградској бици. Лариса се удавала три пута. Њен садашњи супруг је Јуриј Израелович Фелдман (р. 1938), члан Руске академије електротехничких наука и бивши такмичарски бициклиста. Њена ћерка из бившег брака, Татјана Ивановна Латињина (р. 1958), је народна играчица. Рођена је само пет месеци након што је њена мајка освојила светску титулу у вишебоју, а седам месеци након порођаја Латињина се такмичила на државним првенствима. Латињина је своју трудноћу чувала у тајности, чак и од свог тренера. Она је такође имала и сина.

## Пензионисање
Латињина се повукла после Светског првенства 1966. и постала тренер Совјетске националне гимнастичке репрезентације, на којој је позицији била до 1977. године. Под њеним надзором, совјетски женски тим је освојио злато на Олимпијским играма 1968, 1972. и 1976. године. Она је организовала гимнастичко такмичење на Олимпијским играма у Москви 1980. године.
Лариса има руско држављанство и живи у Москви. Латињина је добила бројна совјетска и руска државна признања.
Она је 2023. године говорила против руских спортиста који се такмиче под неутралном заставом на Олимпијади због Руске инвазије на Украјину 2022. године, назвавши то „непатриотским“.

## Награде и почасти
- 1989: Олимпијски орден (сребро), Међународни олимпијски комитет
- 1998: Уврштена је у Међународну галерију славних гимнастике[10]

## Каријера
| Година | Првенство | медаље и дисциплине |
| ------ | --------- | --- |
| 1954   | СП        | 1 златна медаља (екипни вишебој)                                                                                                   |
| 1956   | ОИ        | 4 златне медаље (екипни вишебој, вишебој, прескок и тло) 1 сребрна медаља (двовисински разбој) 1 бронзана медаља (преносне справе) |
| 1957   | ЕП        | 5 златних медаља (вишебој, прескок, двовисински разбој, греда и тло)                                                               |
| 1958   | СП        | 5 златних медаља (екипни вишебој, вишебој, прескок, двовисински разбој и греда) 1 сребрна медаља (тло)                             |
| 1960   | ОИ        | 3 златне медаље (екипни вишебој, вишебој и тло) 2 сребрне медаље (двовисински разбој и греда) 1 бронзана медаља (прескок)          |
| 1961   | ЕП        | 2 златне медаље (вишебој и тло) 2 сребрне медаље (двовисински разбој и греда)                                                      |
| 1962   | СП        | 3 златне медаље (екипни вишебој, вишебој и тло) 2 сребрне медаље (прескок и греда) 1 бронзана медаља (двовисински разбој)          |
| 1964   | ОИ        | 2 златне медаље (екипни вишебој и тло), 2 сребрне медаље (вишебој и прескок) 2 бронзане медаље (двовисински разбој и греда)        |
| 1965   | ЕП        | 4 сребрне медаље (вишебој, двовисински разбој, греда и тло) 1 бронзана медаља (прескок)                                            |
| 1966   | СП        | 1 сребрна медаља (екипни вишебој)                                                                                                  |